# 이야기
이야기(narrative, story, tale)란 어떤 사물이나 사실, 현상에 대하여 일정한 줄거리를 가지고 하는 말이나 글을 말한다.
문학에서 이야기는 배경, 인물, 구성(플롯), 이야기를 이루는 분위기인 톤으로 이루어진다. 20세기 문학평론가 허먼 노스럽 프라이(Herman Northrop Frye)는 이야기가 희극, 로맨스, 비극, 풍자의 네 가지 원형에서 나온다고 보았고 로렌스 엘스브리는 이야기가 어떤 가정이나 집안의 이야기, 다툼과 경쟁 속에서 벌어지는 이야기, 어떤 여행에 관한 이야기, 고난을 참고 이겨내는 이야기, 어떤 개인적인 꿈과 희망을 성취하는 이야기와 같이 5가지로 분류될 수 있다고 보았다.
이야기(narrative)가 아닌 '말하다' 쪽의 구두를 통한 이야기는 대인관계의 의사소통과 인간의 사회화에 있어 가장 주된 수단이며 동시에 언어의 표현양식으로 우리가 생각하고 느끼는 방식에 영향을 준다.
이야기는 개인적인 차원에서 자기 자신이 누구인지, 무엇을 하는지를 설명하는 정체성 표현의 수단이고 문화적인 차원에서 어떤 신념이나 가치를 공유하거나 전달하는 역할을 한다.

## 같이 보기
- 이야기 상담